# Старчак, Иван Георгиевич
Иван Георгиевич Старчак (16 февраля 1905 — 29 августа 1981) — советский военный (фронтовой) разведчик, десантник, в годы Великой Отечественной войны — командир разведывательно-диверсионного отряда. Один из руководителей обороны на Варшавском шоссе в октябре 1941 года, командир ряда воздушных десантов 1941—1942 годов.
Полковник, заслуженный мастер спорта СССР (парашютный спорт), первым в воздушно-десантных войсках СССР совершил тысячу прыжков с парашютом (всего совершил — 1096 прыжков). Под его руководством проведён ряд сборов начальников парашютно-десантной службы и укладчиков парашютов авиачастей пограничных войск КГБ СССР.

## Биография

### Ранние годы
Родился 16 февраля 1905 году в селе Александровка ныне Кременчугского района Полтавской области Украины в крестьянской семье. Украинец. После того как его отца Георгия Старчака «разжаловали императорским величеством», в 1907 году их семью определили на поселение в Забайкалье, в приграничный город Троицкосавск (ныне город Кяхта Бурятии), где прошли детство и юность Ивана. Жил вместе с матерью в небольшом доме на бедняцкой окраине Троицкосавска, отец погиб в годы Первой мировой войны. Мать, оставшаяся вдовой, в одиночку растила четверых детей. По воспоминаниям И. Г. Старчака, «сами рубили, пилили и грузили возы. Немало мы с братом пролили слёз, не хватало нам мужской силёнки.» Спустя годы он с особой теплотой говорил: «У нас в Забайкалье», «мои земляки-забайкальцы», «у того, кто любит родину, обязательно есть самое дорогое место на земле, моё — Кяхта.»
С большим желанием учился в Троицкосавской школе. Когда Иван учился в выпускном классе, произошла революция. Иван не мог оставаться непричастным к происходящему вокруг и в 1920 году вступил в комсомол. По его воспоминаниям, он «сразу же получил в свои руки винтовку, чтобы защищать родину», так как в России шла гражданская война.

### Комсомолец в годы гражданской войны
В Красной Армии с 1920 года. Комсомолец Иван Старчак с честью выполнил своё первое боевое задание — водрузил красный стяг на одном из зданий города. В 16 лет в одном из боёв с белогвардейским отрядом барона Унгерна получил первое ранение. В 1920 году член городского комсомольского актива, делегат первого Троицкосавского съезда комсомола, Иван Старчак поступил в школу военных разведчиков, куда его «приняли без всяких проверок.» Окончил совпартшколу в 1924 году.
В конце 1920-х годов Иван руководил молодёжной политшколой, создал комсомольскую ячейку в Кударе, возглавлял группу ЧОНовцев (Части особого назначения), играл в спектаклях на сцене народного театра.
В 1925 году комсомольская организация направила Старчака на учёбу в военное училище третьего Коминтерна (Владивосток). После его окончания в 1930 году командовал взводом конной разведки в горах Хингана, Сихотэ-Алиня и на островах в Японском море.
Одновременно, комсомолец Иван Старчак становится победителем первого республиканского праздника физической культуры (1925) и спартакиады Бурят-Монголии в 1926 году. Член ВКП (б) с 1928 года.

### У истоков создания парашютно-десантных войск
1931 год стал переломным в его судьбе. Решив покорить «пятый океан», Иван Старчак поступил в Оренбургское военное училище им. К.Ворошилова по классу тяжёлого бомбардирования. Окончил его в 1933 году. Затем Иван учился в Ейской военной школе морских лётчиков и лётчиков—наблюдателей ВВС РККА имени Сталина на курсах парашютистов (окончил в 1934 году). В одном из соединений в Западной Сибири он всерьёз занялся парашютным делом. Испытывал новые виды парашютов, впервые в мире совершил прыжок с самолёта, вошедшего в штопор, а также затяжные прыжки с малых высот.
Комсомолец Иван Старчак — победитель в беге на 400 м и прыжках в длину на I республиканском празднике физкультуры в соревнованиях по десятиборью в Верхнеудинске в 1932 году.
В 1940 году окончил заочный командный факультет Военно-воздушной академии имени Жуковского.

### В годы Великой Отечественной войны
Великая Отечественная война застала начальника парашютно-десантной службы (ПДС) Управления Военно-Воздушных Сил Западного фронта капитана И. Г. Старчака в госпитале минского гарнизона (ныне — Главный военный клинический госпиталь Вооружённых Сил Республики Беларусь), где он оказался после совершения 21 июня своего тысячного прыжка с парашютом. Совершая прыжок, он подвернул ногу и получил растяжение связок.
Выйдя из госпиталя 25 июня в тяжёлом состоянии, с группой бойцов по дороге к Пуховичам обнаружил и уничтожил немецкий десант численностью в 17-20 человек. И вскоре, вернувшись в штаб ВВС Западного фронта, энергично взялся за организацию и подготовку десантов по выброске в тыл противника. По оценке начальника штаба ВВС Западного фронта полковника С. А. Худякова, «в работе смел, энергичен, требователен. Обладает большой силой воли». Ему пришлось забыть о больной ноге и летать наравне с другими: только с июля по сентябрь 1941 года Иван Георгиевич совершил 30 посадок в тылу противника.
В августе 1941 года самолёты 1-го бомбардировочного полка были рассредоточены вокруг города Юхнова на 4 посадочных площадках. Здесь же, недалеко от шоссе, вблизи Мальцевского аэродрома, на берегу речки Ремеж, разбили свой лагерь парашютисты-десантники под командованием И. Г. Старчака (авиадесантный батальон 53-й авиабригады 23-й авиадивизии). В центре подготовки парашютистов-десантников курсанты учились прыгать с парашютом, стрелять, сражаться врукопашную и закладывать мины для проведения разведывательно-диверсионных операций в тылу врага.

#### 5 дней отряда Старчака под Юхновом
Согласно плану «Тайфун» немецкое командование создало перевес сил на трёх направлениях ударов и предприняло наступление против оборонявшихся войск Красной Армии Западного, Резервного и Брянского фронтов. На Рославль-Юхновском направлении ударная группировка состояла из 10 пехотных, 5 танковых и 2 моторизованных дивизий, которые нанесли удар на 60-километровом участке фронта, вдоль Варшавского шоссе и южнее по частям 53-й стрелковой дивизии 43-й армии и 217-й стрелковой дивизии 50-й армии. В двухдневных боях советская оборона на реке Десне была прорвана.
Удар был неожиданным. 4 октября 1941 года немецкие мотоциклы появились на южных окраинах Юхнова. Их обнаружили бойцы 269-го батальона аэродромного обслуживания 1-го тяжёлого бомбардировочного авиаполка 23-й сад. Сводным командам из бойцов и командиров полка удалось уничтожить немецкий передовой разведотряд. Самолёты, поднявшись в воздух, сумели уйти в тыл.
Начальник парашютно-десантной службы Западного фронта капитан И. Г. Старчак по своей личной инициативе сформировал отряд из 430 десантников-диверсантов, которые готовились к действиям по тылам противника. По своей инициативе, без приказа командования, Старчак принял решение задержать противника на Варшавском шоссе, преградив ему со своим отрядом путь у моста через Угру. В ночь на 5 октября «старчаковцы» заминировали подступы к мосту, заложили фугасы, замаскировали свои позиции и на рассвете 5 октября встретили головные колонны 10-й танковой дивизии 57-го моторизованного корпуса вермахта.
Мост через Угру был захвачен немецкими передовыми частями после того, как его взорвал отряд под командованием капитана И. Г. Старчака и старшего лейтенанта Н. И. Сулимова. 6 октября он был поддержан отрядом курсантов Подольских военных училищ под командованием старшего лейтенанта Л. А. Мамчича и капитана Я. С. Россикова (от пехотного училища 6-я рота и взвод станковых пулемётов при двух орудиях, а также 517-й сводный дивизион артиллерийского училища). Утром 6 октября отряд пошёл в наступление от деревни Воронки и к 8:00 достиг реки Угры. Затем атака была продолжена и к 16:00 сильно поредевший отряд был уже на рубеже Кувшиново-Красный Столб. Однако с наступлением темноты курсанты и десантники, не имея резервов и поддержки артиллерией, вынуждены были отойти назад за реку Изверь.
8 октября после упорных боёв, понеся большие потери, отряд Старчака-Мамчича был вынужден отойти по Варшавскому шоссе на левый берег реки Изверь в район деревень Воронки-Юдино. Немецкие войска, в свою очередь, были вынуждены приостановить своё движение. Получив подкрепление, 8 октября сводный отряд вышел из Чернышовки, и под миномётным обстрелом предпринял контрнаступление и к полудню вновь вышел на ранее оставленные позиции по линии Кувшиново-Красные Столбы.
Для того чтобы поддержать советскую оборону, лётчики ПВО Москвы и 40-го скоростного бомбардировочного полка беспрестанно бомбили немецкие переправы через Угру. Из донесения командующего ВВС Московского военного округа полковника Н. А. Сбытова: «за восемь дней на Юхновском направлении: произведено 508 боевых вылетов… Уничтожено 2500 солдат и офицеров, 120 танков, 600 автомашин…». В одном из вылетов, 8 октября, в самолёт командира эскадрильи А. Г. Рогова (Герой Советского Союза посмертно) попал зенитный снаряд, и экипаж решил последовать примеру Николая Гастелло, направив горящий самолёт на одну из вражеских переправ через Угру.
9 октября была предпринята очередная попытка отбросить противника на западный берег Угры, но уже под командованием майора Н. Я. Клыпина, командира подошедшей в этот район 17-й танковой бригады. Курсантам удалось дойти только до окраины деревни Дёрново, в районе которой весь день велись кровопролитные бои. Не выдержав напора танков противника при поддержке авиации, сводный отряд был вынужден оставить Мятлево в 20:00.
Группа десантников под руководством капитана И. Г. Старчака также совершила вылазки в тыл врага. Противник назвал его отряд «белой смертью». «Старчаковцы» во вражеском тылу взрывали мосты, сжигали грузовики, танки, автомашины, захватили и уничтожили много вооружения и боеприпасов противника.
В течение пяти дней попытки немецких войск форсировать реку Угру и прорваться на Медынь отражались действиями этих отрядов. Небольшое подразделение парашютистов и подольские курсанты, по сути, были единственным заслоном на участке Юхнов—Подольск. По словам И. Г. Старчака, «За нами Москва. Умрём как один, но немцев задержим».
Официальные документы гласят, что в результате ожесточённых боёв из 430 «старчаковцев» в живых осталось всего 29 человек. Однако сам И. Г. Старчак в своих мемуарах уточняет:

Уже после войны мне удалось познакомиться с архивным документом, в котором были строки и о нашем отряде. Вот они:
«В октябре 1941 года под Юхновом 430 человек, отобранных из батальона для подготовки десантников, под командованием майора Старчака в течение четырёх дней сдерживали наступление немецких войск, рвавшихся к Москве. Из состава отряда погиб 401 человек. Но отряд не отступил и дал возможность подтянуть резервы и остановить наступление врага на юхновском направлении».
Далее говорилось, что уцелевшие двадцать девять человек представлены к ордену Красного Знамени.

Тут я должен внести некоторые уточнения. Да, в день составления политдонесения нас действительно было всего двадцать девять человек. Однако позже в отряд пришли ещё около тридцати бойцов из числа тех, кого мы считали погибшими или пропавшими без вести. И продвижение противника мы задержали не на четыре, а на пять дней.
7 октября 1941 года в районе Вязьмы немецкие войска захлопнули кольцо окружения советских войск Западного и Резервного фронтов. Однако своим героическим самопожертвованием «старчаковцы» сорвали план быстрого захвата Малоярославца, и тем самым помогли советским войскам выиграть необходимое время для организации обороны на подступах к Москве.
Узнав о героизме десантников, командующий фронтом С. М. Будённый удивился тому, что подчинённые майора сдерживали натиск немецкой бронетехники без орудий и противотанковых пушек, назвав Старчака «отчаянным командиром». За сдерживание прорыва немецких войск под Юхновом И. Г. Старчак был награждён орденом Ленина (27 января 1942).

#### Десант у Теряевой Слободы
Всего за время боевых действий с июня по декабрь 1941 года И. Г. Старчак совершил 8 ночных боевых вылетов в тыл противника, где успешно произвёл выброску нескольких групп десанта в районе Вильно, Минск, Борисов, Самохваловичи и др.
В ходе Клинско-Солнечногорской наступательной операции немецкие части отступали из района Клин на Теряеву Слободу. В свою очередь, командование Западным фронтом стремилось к срочной ликвидации противника в Клину и быстрейшего его разгрома западнее Клина, чтобы не дать ему закрепиться где-либо на рубежах в районе Теряева Слобода или Волоколамск. Командарм Лелюшенко поставил перед командующим 30-й армией Кузнецовым задачу перехватить дорогу на Теряеву Слободу и не допустить отхода по ней противника. Одной из мер предусматривалась высадка воздушного десанта.
14—23 декабря парашютная группа под командованием Старчака была выброшена к западу от города Клин севернее Волоколамска (Московская область). По одним данным, группа в составе 415 человек 214-й отдельной воздушно-десантной бригады нанесла значительный урон живой силе противника (около 400 солдат и офицеров), перехватив его коммуникации и деморализовав отступающие немецкие части, которые рассчитывали закрепиться на заранее подготовленном к обороне рубеже по рекам Лама и Руза. Всего группа уничтожила 29 мостов, создав пробки на путях отхода немецких войск. При этом в исключительно трудных условиях суровой зимы также было уничтожено 50 автомашин, 2 танка, 2 орудия и миномётный расчёт и большое число телефонно-телеграфных столбов немецкой связи. Действуя небольшими диверсионными группами по коммуникациям противника, десантники вынудили противника бросить тяжёлое вооружение.
По другим сведениям, из-за организационных неурядиц вместо запланированных двух рейсов 14 самолётов ТБ-3 23-й авиадивизии сделали только один вылет, сбросив 147 человек во главе с капитаном И. Г. Старчаком. При этом 40 десантников высадились на деревню, занятую немцами, и погибли в неравном бою. В силу малочисленности отряда Старчака он не смог занять и удержать трассу, проходящую через Теряеву Слободу, и занимался преимущественно действиями диверсионного характера.
За успешное руководство операцией капитану И. Г. Старчак присвоено звание майора.

#### Высадка у Мятлево
В ночь на 4 января 1942 года отряд майора Старчака был вновь десантирован. Планировалось, что парашютисты в составе 416 человек захватят аэродром в районе села Большое Фатьяново (в 5 км восточнее Мятлево, на западном берегу реки Шани, Калужская область), куда затем на самолётах будет доставлен 250-й воздушно-десантный полк (1300 человек) прибывшей из Забайкалья 82-й стрелковой дивизии. Кроме того, второй отряд парашютистов под командованием капитана И. А. Суржика (348 человека из состава 1-го батальона 201-й воздушно-десантной бригады) выбрасывался за день до этого в районе сел Гусево, Бурдуково и Гусаково в 12—15 км северо-западнее Медыни возле шоссе Медынь—Гжатск. Совместными усилиями они должны были перерезать шоссе Юхнов-Медынь, чтобы пресечь движение противника из района Калуги на Вязьму, а также воспрепятствовать отходу войск немецкого 57-го армейского корпуса по Варшавскому шоссе от Малоярославца и Алешково через Медынь на Юхнов, а также захватить станцию Мятлево и полностью парализовать немецкие тылы в полосе наступления 43-й и 49-й армий Западного фронта.
По воспоминаниям И. Г. Старчака, прибывшая на первых четырёх самолётах передовая группа под его командованием получила радиограмму — не ждать остальные машины. И не дожидаясь полного сбора парашютистов, Старчак повёл своих бойцов в атаку, захватив аэродром. По советским официальным данным, группа захвата не смогла установить контроль над аэродромом до вечера 4 января, подавляя ожесточённое сопротивление противника. А затем утром 5 января погода резко ухудшилась, и поднявшаяся метель занесла весь аэродром снежными сугробами.
По воспоминаниям И. Г. Старчака, захватить аэродром удалось быстро, ещё до рассвета 4 января, перебив и разогнав немногочисленную охрану: немецкое командование рассматривало аэродром как резервный, и поэтому его не использовали. Из-за этого все полосы были занесены снегом, на расчистку которых ушёл весь день. Всего после высадки было собрано 85 % парашютистов (около 300 человек), что считается хорошим результатом для десантных операций. Однако ни в ночь на 5-е, ни в ночь на 6-е самолёты с десантом так и не прилетели.
В итоге высадка 250-го воздушно-десантного полка на аэродром Большое Фатьяново была отменена, а батальон Старчака перешёл к самостоятельным диверсионным действиям. Вечером 5 января был взорван железнодорожный мост у платформы Костино. В ночь на 8 января внезапной атакой десантники захватили железнодорожную станцию Мятлево, где было уничтожено 2 эшелона с 28 танками и другой военной техникой. Затем ещё 10 суток батальон вёл боевые действия на дорогах южнее Медыни. По воспоминаниям Старчака, на дорогах появились таблички: «Движения нет, опасная зона» или «Внимание, русские парашютисты!» 20 января 1942 года остатки батальона Старчака (всего 87 человек) соединилась с силами направленной ей навстречу 34-й отдельной стрелковой бригады 43-й армии. Своими действиями батальон майора Старчака частично дезорганизовал работу немецкого войскового тыла, чем способствовал успеху наступления советских частей.

#### Дальнейшая служба
С обморожением обеих ног И. Г. Старчак в течение нескольких месяцев находился на излечении в Главном военном госпитале в Москве, куда он был доставлен без сознания на санитарном самолёте из-под Юхнова. Из-за экстренной эвакуации и неразберихи некоторое время считался погибшим. Первоначально у него диагностировали гангрену, и хирурги предложили отрезать обе ноги. Однако Старчак отказался, так как это означало бы конец прыжкам. Тем не менее, врачи вызвали в госпиталь его жену, Наталью Петровну, которая помогла уложить Старчака на операционный стол. 16 февраля ему сделали операцию, ампутировав обмороженные пальцы и пяточные кости на обеих ногах.
Дорогой Ваня! (Вы разрешите мне так называть Вас?), Мне очень понравилось Ваше выступление, и моим подругам тоже. Желаю Вам быстрее поправиться...
Далеко до тебя, Ваня, а то бы приехала — очень уж видеть тебя хочу...
За день до операции было записано выступление майора И. Г. Старчака на радио, которое вышло в эфир накануне 24-й годовщины РККА, 23 февраля 1942 года. Пока он находился в госпитале, его также часто навещали боевые товарищи: командир авиаэскадрильи 1-го тяжёлого бомбардировочного авиационного полка капитан Константин Ильинский, десантники старшина Иван Бедрин, сержант Борис Петров, капитан Андрей Кабачевский. Старчак был награждён личным оружием — пистолетом, затем принимал английскую делегацию.
Осенью 1942 года Старчак был выписан из госпиталя, на костылях. Однако он добился, чтобы ему разрешили полёты, и снова возглавил парашютно-десантную службу штаба ВВС Западного фронта. Кроме того, несмотря на запрет, продолжил прыжки. С 30 октября 1943 года подполковник И. Г. Старчак — начальник парашютно-десантной службы авиабригады погранвойск.
Всего за годы войны И. Г. Старчак совершил 122 вылета и 12 рейдов в тыл врага, получил два тяжёлых ранения.

### В послевоенные годы
Имея большой опыт применения парашютных десантов в боевых условиях, И. Г. Старчак успешно использовал его в пограничных операциях в условиях борьбы с бандитизмом на Кавказе, в Туркмении и в западных областях Украины, а также при сбрасывании грузов в условиях Забайкалья и в горах Восточного Памира.
И. Г. Старчак был первым, кто совершил тысячу прыжков с парашютом. На его жетоне, подвешенном к знаку мастера парашютного спорта, выгравирована цифра 1096 (столько прыжков на его счету). Под его руководством проведён ряд сборов начальников парашютно-десантной службы и укладчиков парашютов авиачастей погранвойск. В августе 1945 года при строительстве линии правительственной «ВЧ» связи на участке Иркутск-Ворошилов он организовал подготовку лётного состава для сбрасывания на парашютах грузов и материалов в труднодоступной горно-лесистой местности (всего под его руководством было без происшествий сброшено 1012 тонн грузов). Для этого лично совершил 67 вылетов, неоднократно рискуя жизнью в сложных метеорологических условиях, и сбросил 113 тонн груза на перевалы и ущелья Селемджинского хребта. Строительство было завершено досрочно на 1,5 месяца.
В 1949 году Ивану Георгиевичу присвоено звание «Заслуженный мастер спорта СССР». За успешное выполнение заданий командования в охране государственной границы И. Г. Старчак неоднократно получал благодарности и премии. В 1950 году ему было присвоено звание полковник.
Однако автокатастрофа усугубила фронтовое ранение и поставила крест на его дальнейшей военной карьере, и в 1952 году офицеру-десантнику пришлось уйти в отставку. Тем не менее, он не бросил парашютный спорт, обучал молодых десантников и продолжал прыгать сам. Автор мемуаров и документальных повестей «Время выбрало нас» и «С неба — в бой».
В 1970-х годах «старчаковцы» обратились к руководству СССР с ходатайством о присвоении своему командиру звания Героя Советского Союза, на что был получен отказ. Сам Иван Георгиевич был очень скромным человеком и ничего для себя не просил. Жил в поселке Удельная Раменского района Московской области.
Умер 29 августа 1981 года. Похоронен на Островецком кладбище в деревне Островцы Раменского района.

## Награды и звания
- орден Ленина (27.01.1942[11]);
- орден Красного Знамени (01.11.1941[20]);
- орден Отечественной войны I степени (21.09.1945);
- орден Красной Звезды (09.09.1945[4])
- медали, в том числе:
  - медаль «За отвагу» (?)
  - медаль «Партизану Отечественной войны»[4] (15.09.1944);
  - медаль «За оборону Москвы»[4] (01.05.1944);
  - медаль «За победу над Германией в Великой Отечественной войне 1941—1945 гг.»[4]

Почётный гражданин городов Кяхты и Юхнова.

## Семья
Отец — казак Георгий Старчак, проживал вместе со своей женой на Полтавщине. В 1905 году у них в семье родился сын, которого назвали Иваном. Всего в семье было четверо детей. После того как Георгия «разжаловали императорским величеством», в 1907 году их семью определили на поселение в Забайкалье, в приграничный город Троицкосавск (ныне город Кяхта Бурятии), где прошли детство и юность Ивана. В августе 1915 года был призван в русскую императорскую армию, погиб на фронте Первой мировой войны. Вдова казака Георгия Старчака жила в небольшом доме на бедняцкой окраине Троицкосавска и в одиночку растила четверых детей.
Первая жена — Гольцова Тамара Васильевна. Сын Старчак Валентин Иванович (1939г). Внук Старчак Игорь Валентинович (1962г).
Вторая жена — Наталия Петровна.

## Память
- На западной окраине Юхнова на месте боёв парашютистов и курсантов Подольских военных училищ возведён Курган Славы. Одна из улиц города Юхнова названа Десантной, а И. Г. Старчаку было присвоено звание почётного гражданина Юхнова[21]. На берегу Угры, на месте боёв установлен обелиск с выбитыми на нём словами: «1941 год. Здесь в октябре героически сражался отряд под командованием майора Старчака И. Г.»[3].
- В 1980-е годы одна из улиц Кяхты стала носить его имя[3].
- В Центральном музее Вооружённых Сил страны есть стенд, посвящённый подвигу «старчаковцев»[3].
- В 2020 году вышел кинофильм «Подольские курсанты», посвященный подвигу подольских курсантов артиллерийского и пехотного училищ в октябре 1941 года под Москвой. В этом фильме роль Ивана Старчака сыграл актёр Сергей Безруков[22].
- «Спасти Москву. Подвиг отчаянного командира». Документальный фильм МТРК «МИР». 2016 год.

- Памятник десантникам И. Г. Старчака (в центре), лётчику А. Г. Рогову (слева) и водителям Великой Отечественной войны (справа)
- Памятный знак десантникам И. Г. Старчака
- Мост через реку Угру (ныне трасса А-130), взорванный отрядом И. Г. Старчака

## Мемуары
- Старчак И. Г. [militera.lib.ru/memo/russian/starchak_ig/ С неба — в бой] / Литературная запись И. М. Лемберика. — М.: Воениздат, 1965. — 184 с. — (Военные мемуары). — 75 000 экз.
- Старчак И. Г. Время выбрало нас : документальная повесть // Байкал : литературно-художественный журнал, № 4. — Улан-Удэ, 1987. — С. 3—40. — (Военные мемуары).

## Оценки и мнения
И. Г. Старчак об обороне в районе Юхнова в октябре 1941 года:

Может быть, с точки зрения здравого смысла попытка сдержать небольшим отрядом наступление вражеских колонн казалась дерзкой и бессмысленной, но я считал и считаю, что излишняя осторожность и благоразумие не всегда приносят успех в военном деле…

— Что произошло бы, если батальон Старчака не задержал бы немцев 5-го октября на Угре?
— Тогда бы курсанты занимали оборону на окраинах Подольска.
— Из интервью с обнинским краеведом В. А. Ивановым.